# Istituto centrale per il catalogo e la documentazione
L'Istituto centrale per il catalogo e la documentazione (in sigla: ICCD) è un ente del Ministero della Cultura (MiC).

## Funzioni
In accordo con le amministrazioni regionali, ha il compito di elaborare "metodologie e procedure standard per la catalogazione del patrimonio archeologico, architettonico, storico artistico, etnoantropologico, scientifico e tecnologico".
L'istituto mette a disposizione il SIGeCweb, il sistema informativo generale del catalogo, grazie al quale è possibile "assicurare la qualità dei dati e la loro rispondenza agli standard nazionali". La consultazione delle banca dati è garantita dal sito del Catalogo generale dei beni culturali che raccoglie e organizza le informazioni descrittive dei beni culturali catalogati in Italia. Al 2018 il catalogo conteneva circa 2.700.000 schede degli oltre 830.000 beni mobili, immobili e immateriali catalogati.
Presso l’ICCD è inoltre conservato un patrimonio fotografico di alcuni milioni di oggetti tra positivi e negativi, appartenenti al Gabinetto fotografico nazionale (GFN) e all’Aerofototeca nazionale (AN) raccolti a partire dal 1875, mentre il museo di fotografia storica sito all'interno dell'istituto espone un'importante collezione di attrezzature storiche del XIX e XX secolo per la fotografia da terra e aerea, e per la restituzione cartografica.
L'istituto ha sede in Roma presso il complesso del San Michele a Ripa Grande, una grande struttura architettonica realizzata tra il XVII e il XVIII secolo.